# Gian Battista Opisso
Gian Battista Opisso, all'anagrafe Gio Batta Giacomo Opisso (Pegli, 9 marzo 1924 – Genova, 1º novembre 1993), è stato un calciatore e allenatore di calcio italiano, di ruolo attaccante.

## Caratteristiche tecniche
Giocava come ala sinistra.

## Carriera

### Giocatore
Ha esordito in Serie A il 15 marzo 1942 in Livorno-Liguria (2-0).
Nel 1949 il Messina lo acquista dal Legnano, e nella stagione 1949-1950 contribuisce alla promozione in Serie B della squadra siciliana, segnando 4 gol in 29 presenze nel campionato di Serie C. L'anno seguente disputa invece 20 gare nella serie cadetta, segnando anche una rete. Nella stagione 1951-1952 gioca invece 32 partite, ed il Messina chiude il campionato al terzo posto in classifica. Rimane nella squadra siciliana per una quarta stagione, ancora in Serie B, nella quale gioca 5 partite senza segnare.
Ha giocato soprattutto in Serie B con Messina, Legnano e Alessandria, per un totale di 88 presenze ed 8 reti nella seconda serie.

### Allenatore
Nella stagione 1965-1966 ha allenato il Gruppo C Genova nel campionato di Serie D, ricoprendo tale ruolo anche nella stagione 1968-1969.

## Palmarès

### Giocatore

#### Competizioni nazionali
- Campionato italiano Serie C: 1

Messina: 1949-1950